# 徐鉉哲
徐鉉哲（韓語：서현철，1965年4月19日—），或譯徐鉉喆，韓國男演員。

## 演出作品

### 電視劇
- 2011年：SBS《Welcome to the show》
- 2011年：KBS《Drama Special—完美間諜》
- 2012年：MBC《擁抱太陽的月亮》飾演 沈算
- 2013年：KBS《Good Doctor》飾演 炳修
- 2014年：KBS《Drama Special—周歲》
- 2014年：KBS《真是好時節》飾演 韓彬/黃吉尚
- 2015年：KBS《懲毖錄》飾演 李鎰
- 2015年：KBS《Assembly》飾演 徐東財
- 2015年：SBS《六龍飛天》飾演 張三峰
- 2015年：MBC《甜蜜的家族》飾演 徐哲宗
- 2016年：KBS《蔣英實》飾演 崔福
- 2016年：MBC《再一次 Happy Ending》飾演 區廳職員
- 2016年：SBS《神秘的新學生》飾演 吳仁國
- 2016年：SBS《Wanted》
- 2016年：tvN《法妻當自強》飾演 孫炳鎬
- 2016年：tvN《灰姑娘與四騎士》飾演 殷基尚
- 2016年：KBS《Oh My 錦朏》飾演 孔吉浩
- 2016年：KBS《心裡的聲音》飾演 吳次長
- 2017年：tvN《Circle：相連的兩個世界》飾演 洪振鴻
- 2017年：tvN《卞赫的愛情》飾演 金基燮
- 2018年：tvN《致忘了詩的你》飾演 楊明哲
- 2018年：KBS《明日也晴朗》飾演 李尚勳
- 2019年：tvN《請融化我吧》飾演 黃甲洙
- 2019年：KBS《99億的女人》飾演 吳大容
- 2020年：KBS《他就是那傢伙》飾演 徐俊俊
- 2021年：tvN《Happiness》飾演 鄭伊賢的爸爸
- 2022年：JTBC《三十九》飾演 鄭興植
- 2022年：Netflix《再婚上流》飾演 教授
- 2022年：SBS《災後調查日誌》飾演 白參
- 2023年：tvN《無用的謊言》飾演 張重奎
- 2023年：SBS《災後調查日誌2》飾演 白參
- 2023年：KBS《為你心動》飾演 朱東日
- 2023年：JTBC《歡迎回到三達里》飾演 趙判植
- 2023年：Coupang Play《少年時代》飾演 張學壽[3]
- 2024年：JTBC《貞淑的推銷》飾演 徐鉉植
- 2025年：KBS2《惡人之國》飾演 徐鉉哲
- 2025年：JTBC《健將聯盟》飾演 黃景哲
- 2025年：KBS2《我奪走了公爵的初夜》飾演 車浩烈

### 電影
- 2013年：《心靈感應》
- 2019年：《黑錢（朝鲜语：블랙머니 (영화)）》飾演 林承萬
- 2021年：《金派特務》饰演 刑事组组长
- 2024年：《长孙》饰演 东宇[4]

## 獎項
| 年度   | 頒獎典禮               | 獎項       | 作品                             | 結果 | 參    |
| 2024年 | 第10屆APAN Star Awards | 男子演技獎 | 《歡迎回到三達里》、《少年時代》 | 獲獎 | [ 5 ] |

## 外部連結
- 徐鉉哲的X（前Twitter）
- 徐鉉哲在NAVER上的资料
- 徐鉉哲在韩国电影数据库（KMDb）上的資料（韓語）
- 徐鉉哲在互联网电影资料库（IMDb）上的資料（英文）
- 徐鉉哲在HanCinema的頁面（英文）